# Villa Sylva
Villa Sylva is een gemeentelijk monument aan de Marielaan 13 in het Rijksbeschermd gezicht Baarn - Prins Hendrikpark e.o. van Baarn in de provincie Utrecht.
Rond 1892 gaf J.W.H. Rutgers van Rozenburg, later burgemeester van Baarn, opdracht aan gemeentearchitect J.D.F. van der Veen tot het bouwen van een villa. Een tijdlang droeg het de naam 'Het Westerlicht'. De ingang bevindt zich in een inpandig portiek in de linker zijgevel. Halverwege in de lange gang daarachter was de trapopgang. Rechts in de asymmetrische gevel is een serre aangebouwd.
Toen het pand in 1919 werd vergroot werd het gebouw minder blokvormig.